# Mare de Déu de la Providència de Vilanova i la Geltrú
La Mare de Déu de la Providència és una església de Vilanova i la Geltrú (Garraf) protegida com a Bé Cultural d'Interès Local.

## Descripció
Es tracta d'una església d'una sola nau amb capelles laterals que forma part del convent de les clarisses. La nau té tres trams separats per arcs torals coberts amb volta de canó amb llunetes. Les capelles laterals tenen arcs formers de mig punt i obertures superiors amb gelosia de fusta que comuniquen l'església amb les cel·les. La cúpula és semiesfèrica sobre petxines amb cupulí. El nàrtex sota el cor que ocupa el primer tram de la nau. Les dependències conventuals estan al voltant de l'església.
La façana s'articula a partir de la porta d'accés d'arc rebaixat de pedra. A sobre la porta hi ha una fornícula emmarcada per pilars i frontó amb arquet de mig punt. Té un ull de bou i el coronament està format per una cornisa i una finestra de mig punt sobre un parament llis. Les obertures laterals són amb llinda.
La cúpula acull les pintures de l'apoteosi del nom de Jesús. A les petxines hi ha els quatre evangelistes.
Hi ha gelosies de fusta que comuniquen l'església amb les cel·les del convent i dues tribunes. L'altar presenta un arc triomfal i fornícula central.